# Tunnel du Pas de l'Escalette
Le tunnel du Pas de l'Escalette (parfois appelé tunnel de l'Escalette) est un tunnel autoroutier double tube sur l’autoroute A75 qui assure la jonction entre le plateau du Larzac et la vallée du Lodévois. Le tunnel permet ainsi à l'autoroute d'éviter le Pas de l'Escalette. Il se trouve sur le territoire de la commune de Saint-Félix-de-l'Héras dans le département de l'Hérault en région Occitanie.

## Caractéristiques
- Une pente maximale de 8 %, un record pour le réseau autoroutier français[1] ;
- Une longueur de 725 mètres ;
- La vitesse maximale est réduite à 70 km/h pour les véhicules légers et 50 km/h pour les poids lourds ;
- Un radar automatique réglé à 80 km/h est installé à la sortie sud du tunnel en direction de Lodève.

## Toponymie
Escalette, issu du diminutif méridional escaleta de l'occitan escala, « échelle », est à l’origine des noms du Pas de l'Escalette qui permet l’accès au causse du Larzac au-dessus de Lodève, du Pas de l'Escalette (H.-Gar.) dans la haute vallée de la Pique à la frontière espagnole, du pic de l’Escalette à Boux (H.-Gar. 1856 m), du Tuc de l’Escalette à Seix (Ariège), du Soum de l’Escalette à Bagnères-de-Luchon (H.-Gar.) etc.

## Historique
Le 13 juin 1993, la RN 9 s'est effondrée dans la descente du Pas de l'Escalette. L'axe fut dévié par Le Caylar, par Saint-Pierre-de-la-Fage et par Soubès. Cet événement a accéléré le percement du tunnel.
Le tunnel a été ouvert à la circulation en 1994. Dans les premières années, beaucoup d'accidents ont eu lieu ; depuis, la vitesse est limitée et surveillée.